# Bartolomeo Campagnoli
Bartolomeo Campagnoli (Cento, Emília-Romanya, 10 de setembre de 1751 - Neustrelitz, Mecklemburg-Pomerània Occidental, 6 de novembre de 1827) fou un violinista i compositor italià. Recorregué triomfalment quasi totes les ciutats d'Europa com a concertista; duran cert temps dirigí els concerts de la cort de Baviera i fou mestre de capella del duc de Curlàndia, Carles de Saxònia, a Dresden, des d'on a la mort del duc, passà a Leipzig a dirigir concerts. El 1801 restà a París despertant gran entusiasme en les audicions que donà i per acabar va obtenir el lloc de director d'orquestra a Neustrelitz. Fou un dels artistes més eminents de la gran escola italiana de violí del segle xviii; se li deuen nombroses composicions per a violí, fàcils i progressives, duets per a flauta i piano, duets concertants per a dos violins, fuges, preludis, la seva famosa col·lecció de set capricis, per a cada una de les set posicions, un mètode progressiu per a violí, el llibre «Art d'improvisar, fantasies i cadències», i algunes altres composicions. Les seves obres es publicaren a Florència, Milà, Viena, Berlín, Dresden i Leipzig.

## Enregistraments
L'any 2022 el violista italià Marco Misciagna va llançar l'estrena mundial de l'enregistrament de Campagnoli 41 Capricis op.22 en la versió de Karl Albert Tottman.